# Manuel António Vassalo e Silva
Manuel António Vassalo e Silva OA • ComA • GOA • OMAI (São Pedro, Torres Novas, 8 de janeiro de 1899 – Lapa, Lisboa, 11 de agosto de 1985) foi um general do Exército Português e o último governador do Estado Português da Índia.

## Biografia
Manuel António Vassalo e Silva nasceu a 8 de janeiro de 1899, na freguesia de São Pedro, em Torres Novas, distrito de Santarém, e foi batizado nessa freguesia a 12 de fevereiro de 1893, como filho de Maria da Encarnação Vassalo e Silva, natural de Alcanena (então ainda pertencente ao concelho de Torres Novas), e de Manuel Caetano da Silva, lojista, natural de Mação. Era irmão mais novo de Maria Lamas.
Quando ainda capitão, foi feito oficial da Ordem Militar de Avis a 25 de fevereiro de 1928, tendo sido elevado a Comendador da mesma Ordem a 29 de setembro de 1951, feito Oficial da Ordem Civil do Mérito Agrícola e Industrial Classe Industrial a 2 de novembro de 1954 e elevado a Grande-Oficial da Ordem Militar de Avis a 4 de dezembro de 1958.
Caiu, junto com a guarnição portuguesa em Goa, aquando da invasão indiana do território, em 1961. Vassalo e Silva, com cerca de três mil homens em armas, teve de se render (e ficaram temporariamente prisioneiros) perante as forças indianas, que contavam com cerca de 40 mil soldados.
Teve, no entanto, ordem de António de Oliveira Salazar para que não se rendessem e lutassem até à morte. Como Vassalo e Silva «decidiu» a rendição, em face das circunstâncias, foi expulso das Forças Armadas Portuguesas, tendo sido reintegrado após o 25 de Abril de 1974. Ganhou o epíteto de Vacila e Salva.
Desde 2014, por proposta da Associação Nacional dos Prisioneiros de Guerra, o seu nome está consagrado na toponímia de Lisboa através da Rua General Vassalo e Silva, situada entre as Olaias e a Picheleira, na freguesia do Beato. É também homenageado em ruas da Charneca da Caparica, concelho de Almada, de Linda-a-Velha, concelho de Oeiras, e de Torres Novas, sua terra natal.

## Vida pessoal
Casou civilmente em Sintra, a 1 de setembro de 1923, com Fernanda Pereira e Silva Monteiro, então com 20 anos, filha de António da Silva Monteiro e de Ida Ester Pereira e Silva. Fernanda Monteiro faleceu a 27 de julho de 1983.
Morreu a 11 de agosto de 1985, na freguesia da Lapa, Lisboa, vítima de aterosclerose generalizada. A sua última residência foi no 4.º andar direito do lote 7 da rua Garcia de Resende, na freguesia do Lumiar, em Lisboa, tendo sido também sepultado no Cemitério do Lumiar.